# Guillem Catà

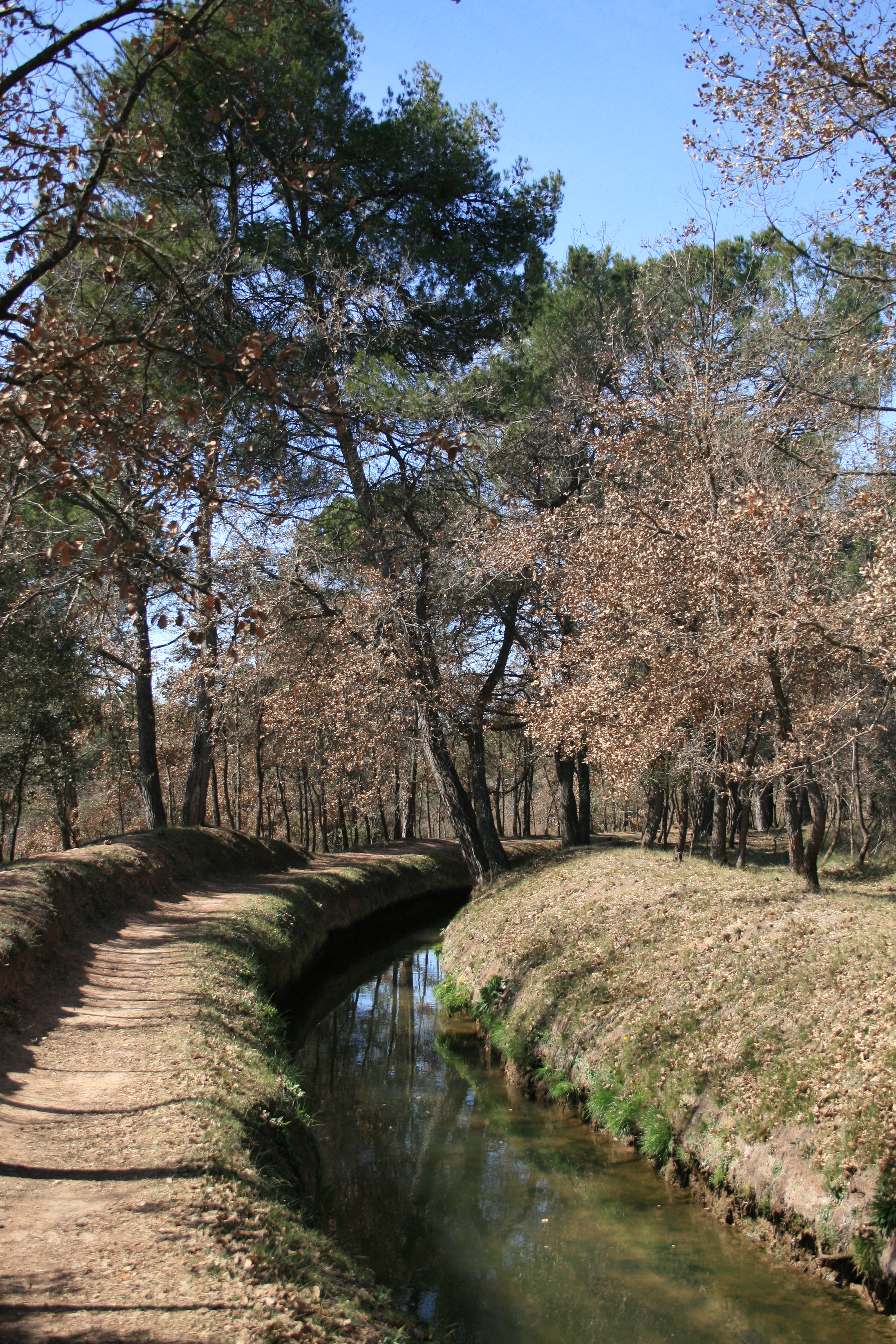
La naturaleza Es una belleza

Guillem Catà fue un arquitecto,natural de Barcelona, conocido por ser el maestro mayor de la Acequia de Manresa (1339 - 1383 ). El obispo de Vich, Galcerà Sacosta, la menciona personalmente al escrito de excomunión a los Consejeros manresanos por la controversia sobre la acequia y la extensa dirección que se quería dar al canal del agua en terrenos de propiedad del obispado.
En el segundo contrata o precio-que se hizo el año 1345 por la construcción de la Acequia, vemos figurar a Guillem Catà, maestro mayor, con las siguientes palabras: "Y com sie deduhit a nostres ohidos que vos Guillèm Catà qui molt temps a esta part sabeu molt be que cosa es la dita obra"